# Emilia Galotti
Az Emilia Galotti Gotthold Ephraim Lessing ötfelvonásos középfajú drámája.
1772. március 13-án Braunschweigben a hercegi operaházban Karl Theophil Döbbelin által, Filippina Sarolta hercegnő születésnapja alkalmából mutatták be. Lessing az előadásnál nem volt jelen, és az ismétléseket sem látogatta meg. Ő a tragédiájában a római nő, Verginia legendájának témáját dolgozta fel, melyet központi helyeken döntően megváltoztatott. Emilia Galotti a felderítés egy drámája, mely ellentmond az akkoriban uralkodó francia példaképnek, és levált a Johann Christoph Gottsched által megfogalmazott szabályokra épülő költészettől. Habár a szerelem egy központi témája ennek a tragédiának, és Lessing a témát a feldolgozásban meg akarta tisztítani az állami érdekeltségtől, mégis az Emilia Galotti politikai darabnak minősül. A nemesség szándékos hatalmi stílusa szemben áll a polgárság új felvilágosult erkölcsével. A szerelem és házasság régi feudális elképzelése találkozik az érzelmesség új polgári szerelemfelfogásával. Ez a konfliktusteli kombináció tette a darabot egykor oly vitát keltővé.

## Cselekmény
Hettore Gonzaga, a fiatal és az állami hivatalától teljesen túlterhelt Guastalla hercege, Emilia Galottival, a fiatal hölggyel történt első találkozása óta teljesen megszállottja annak, hogy a hölgyet kedvesévé tegye. Ezért ad a cselszövő kamarásának, Marchese Marinellinek szabad kezet, hogy meghiúsítsa Emilia közelgő esküvőjét Appiani gróffal. Ezért megtámadják Marinelli rendeletére a lovaskocsit, amelyben a jegyesek a menyasszony anyjának kíséretében az esküvőre utaznak. Appiánit lefizetett gyilkos lelövi és Emiliát édesanyjával a herceg nyári rezidenciájába, látszólagos biztonságba viszik. Emilia, ellentétben a felháborodott anyjával, aki a színlelt rajtaütést megrendezett cselszövésként kezdi értelmezni, a teljesen összezavarodott Emilia kezdetben nem is sejti a valódi összefüggéseket. Ugyanekkor megérkezik a várhoz Orsina grófnő, a herceg egykori szeretője, hogy a herceget magának visszaszerezze, azonban a herceg nem bocsátja be, Marinelli bolondnak nyilvánítja, melyet ő, aki az udvarnál az éles elméje miatt kellemetlen filozófusnőnek minősül, a következő szavakkal nyugtáz: "Aki bizonyos dolgok felett az eszét nem veszti el, annak nincs semmi vesztenivalója". A herceg visszautasítása miatti sértett becsületből és csalódásból szeretné Emilia apját, Odoardot, aki éppen most érkezett és amúgy is gyanakvó, rábeszélni, hogy Appiani gróf halálát megbosszulja és megölje a herceget. Erre a célra Orsina rátukmál egy tőrt, azonban Odoardo tétovázó marad és először azt kéri, hogy lányával, Emiliával beszélhessen négyszemközt, hogy lányának ártatlanságát ellenőrizze. 

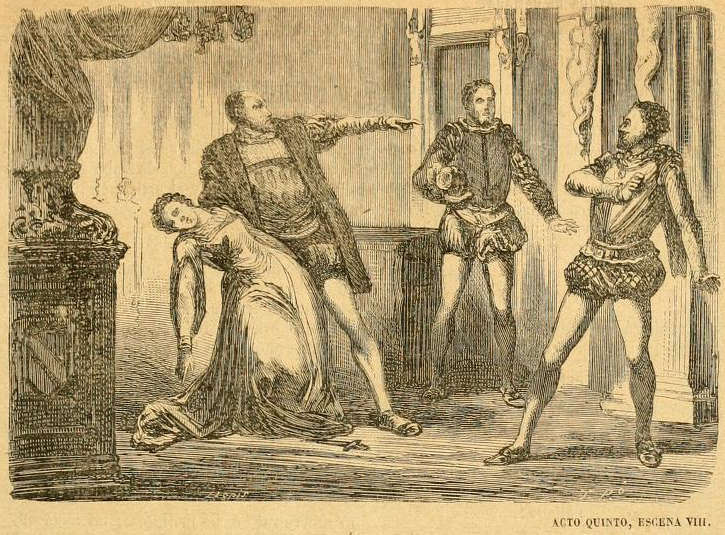
Az utolsó felvonás

Emilia, aki Marinelli egy további cselszövésének következtében -az esetet még állítólag előbb bírósági úton kell megvizsgálni- a herceg oltalmában kell hogy maradjon, könyörögve kéri az apját, hogy ölje meg, azért hogy a herceg gavallér hízelgésének és a herceg utólagos beállításának ellen álljon, mert attól fél, hogy túl tapasztalatlan és ezért könnyen elcsábítható. Amikor Odoardo még hezitál, megpróbálja Emilia tőle a tőrt elvenni, hogy maga oltsa ki életét. Odoardo mélyen megérintve és megrázva felismeri lányának nagy kétségbeesését és leszúrja, hogy a lányának ezzel becsületét megőrizze: "egy rózsa eltörött, mielőtt a vihar letépné a leveleit". Aztán kiszolgáltatja magát a földi igazságszolgáltatásnak. A herceget azonban és minden mást átadja az istennek és az isteni igazságszolgáltatásnak, mint legutolsó hatóságnak. 

## Értelmezések
(Monika Fick: Lessing-kézikönyv, 4. kiadás, Stuttgart 2016, 347-366. oldal alapján)
Az Emilia Galotti a legtöbbet értelmezett német nyelvű irodalmi művek közé tartozik. A következő irányok határozottan képviseltek: 
1. Politikai értelmezések (ellentét a herceg ill. az abszolutista udvar és a Galotti család között) 3 csoportba összefoglalhatók: 
a, kihangsúlyozása a nemesség és a polgárság közti ellentétnek: ellentét a herceg ill. a teljes körű udvar és a Galotti család között
b, uralkodó helyzete az alattvalóhoz
c, interakció minták elemzése, melyek a kilátástalan konfrontációhoz vezetnek
a, ponthoz: különösen a marxista kutatás azonosította a Galotti családot a polgársággal és összekapcsolta az osztályellentétet a polgári oldalon az erény konfrontációjával, a nemesi oldalon a bűnnel (Mehring, Rilla)
b, ponthoz: mások úgy látják, hogy a hercegi hatalom előfeltétele a tragédiának (Alt, Nisbet)
c, ponthoz: ha az ember a figurák viselkedésében -mely az önzőség kifejeződése- Emilia halálának előfeltételét látja, az ember a drámában felfedez sokféle indítékot a kibékülésre, mely által Lessing megmutatta, hogy a tragikus kimenetel szükségtelen (Ter-Nedden)
2. Szociológiai értelmezések az udvar és család közti ellentétet hangsúlyozzák. Először: a herceg megenged magának polgári, pl. érzelgős érzelmeket, mely által a neki kijelölt szociális szerepből kiesik (Eibl). Másodszor: mivel Odoardo Galotti a világot a családon kívül bűnösnek tartja, lánya Emilia úgy érzi, hogy érzéki természete veszélyt jelent, arra nézve, hogy elcsábítsák. 
3. Eszmetörténeti értelmezésekben feltételezik a keresztény szexuális morál kétségtelen érvényességét  a 18. században, így Lessingnél is: az erénypróba ezért az érzéki örömök feláldozása az erkölcsi értékek javára (Wittkowski). Mindkét végső jelenetben Odoardo és Emilia kiállná ezt a próbát (Dilthey, von Wiese). Ezzel szemben Lessing ezen értelmezésének kritikusai a (vallás-)kritikusi hozzáállást hangsúlyozzák. Odoardo erényszigora Emiliát, mint a nevelés áldozatát feltüntetni fel (Hillen, Wierlacher, Ter-Nedden, Alt).
4. Pszichológiai értelmezések
5. Valláspszichológiai értelmezések
6. Pszichoanalitikai és feminista értelmezések

## Magyarul
- Galotti Emília. Németből Lessing után Kazinczy Ferencz. Pest, 1830 online
- Galotti Emilia. Szomorújáték; ford. Zoltán Vilmos; Gross, Győr, 1897 (Egyetemes könyvtár)
- Emilia Galotti. Szomorújáték; ford. Németh László; Magyar Rádió és Televízió–Táncsics, Bp., 1958 (Rádiószínház)

## Fordítás
- Ez a szócikk részben vagy egészben  az   Emilia Galotti című német Wikipédia-szócikk ezen változatának fordításán alapul.  Az eredeti cikk szerkesztőit annak laptörténete sorolja fel. Ez a jelzés csupán a megfogalmazás eredetét és a szerzői jogokat jelzi, nem szolgál a cikkben szereplő információk forrásmegjelöléseként.